# Polittico Albani Torlonia
Il Polittico Albani Torlonia è un dipinto a tempera su tavola (174x88 cm) del Perugino, databile al 1491 e conservato nella Villa Albani a Roma.

## Storia
L'opera venne commissionata a Roma dal cardinale Giuliano della Rovere, futuro papa Giulio II. 

## Descrizione e stile
Il polittico è organizzato su due registri: quello inferiore, il principale, ha al centro un riquadro con la Natività e ai lati due pannelli ad arco con i Santi Michele e Giovanni Battista e i Santi Girolamo e Giorgio, tutti ambientati sotto un medesimo sfondo; quello superiore mostra al centro una lunetta con la Crocifisisione affiancata da due piccoli spicchi con la continuazione del paesaggio che le danno una forma rettangolare, e altre due tavolette ai lati, che assecondano la forma dell'arco sottostante, con l'Angelo annunciante e la Vergine annunciata, a loro volta ambientati in un altro doppio portico.
La scena principale della Natività pare che si ispirasse a quella perduta nella Cappella Sistina, con l'evento sacro che ha luogo in primo piano. Il Bambino si trova su un lembo della veste di Maria e appoggiato a un cuscino rosso, mentre Maria e san Giuseppe lo adorano, affiancati da due angeli inginocchiati e, più indietro, dal bue e l'asinello. Tutto si svolge al di sotto di un portico in prospettiva, scorciato sapientemente e dalle formi semplici ma solenni, che lasciano intravedere sullo sfondo un paesaggio collinare che si perde a vista d'occhio, grazie all'accorgimento di sfumare con toni azzurrini i dettagli più lontano, poiché velati dalla foschia. Come al solito, come si vede anche nella Crocifissione, l'apertura paesistica ha la forma di una valle che ha al centro la scena sacra, in modo da aiutare l'occhio dello spettatore a dirigersi verso la scena principale al centro. L'innovativa spazialità unifica tutta la rappresentazione, nonostante l'impostazione tradizionale in scomparti, e amplifica il respiro dell'opera.